# Kojšov
Kojšov este o comună din Slovacia. Este situată în Districtul Gelnica, Regiunea Košice. În 2011, municipalitatea avea o populație totală de 736 de locuitori.

## Geografie
Kojšov este situat la vest de Košice într-o zonă de deal; înălțimea totală deasupra nivelului mării variază de la 425 la 614 de metri.

## Istorie
Principala ocupație a localnicilor a fost industria forestieră și fabricile de cherestea.

## Demografie
| An:                | 1994 | 2004   | 2014   | 2024   |
| ------------------ | ---- | ------ | ------ | ------ |
| Număr de persoane: | 789  | 749    | 713    | 690    |
| Diferență:         |      | −5,06% | −4,80% | −3,22% |

| An:                | 2023 | 2024   |
| ------------------ | ---- | ------ |
| Număr de persoane: | 698  | 690    |
| Diferență:         |      | −1,14% |

## Persoane notabile
- Juraj Jakubisko (1938 - 2023), regizor de film.

## Legături externe
- http://en.e-obce.sk/obec/kojsov/kojsov.html Arhivat în 10 aprilie 2016, la Wayback Machine.
- Official homepage
- Surnames of living people in Kojsov